# Grimaldi-mens

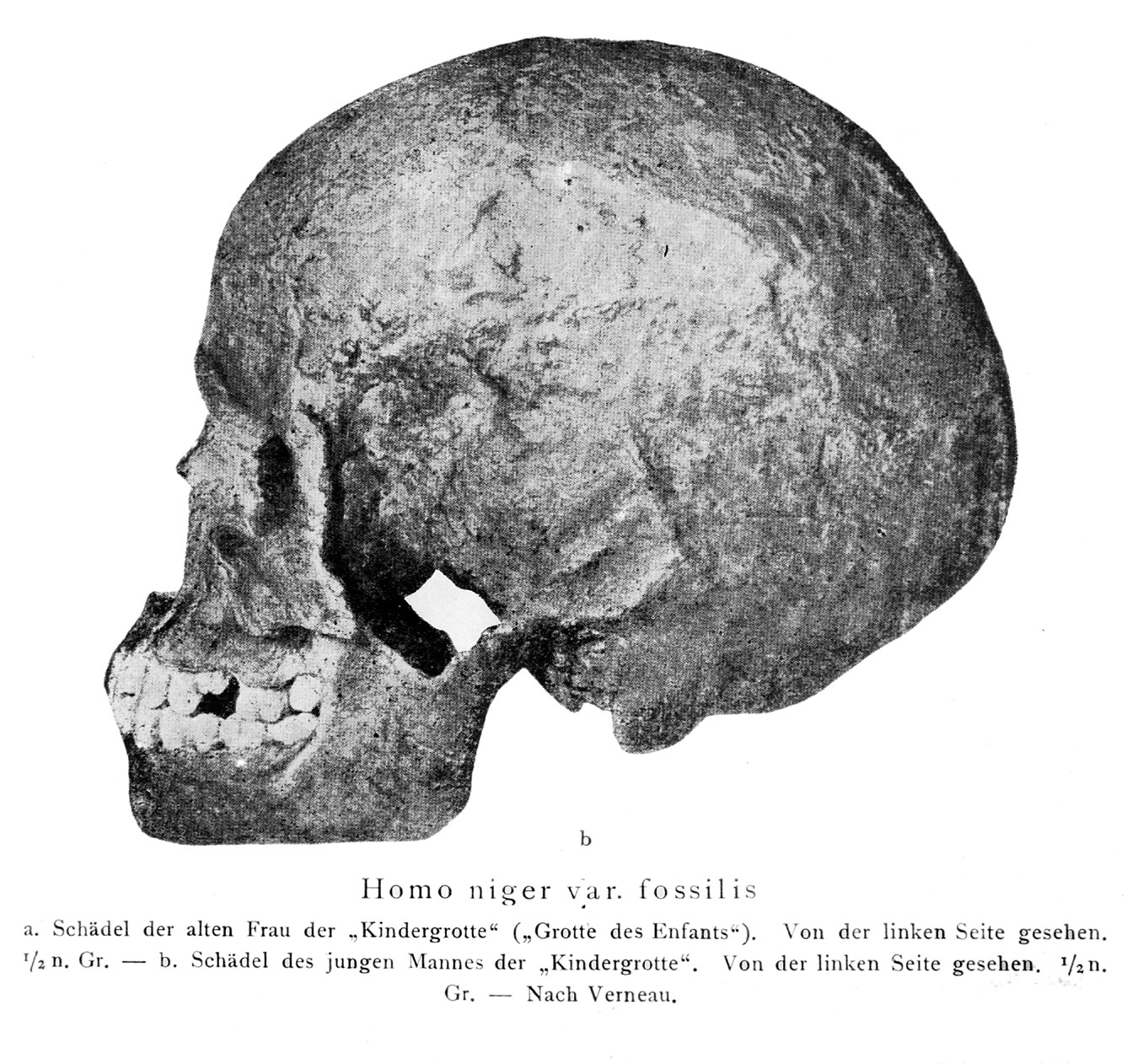
gereconstrueerde schedel van de jonge man

Grimaldi-mens is de naam die in de eerste helft van de 20e eeuw werd gegeven aan twee menselijke skeletten uit het laatpaleolithicum die in 1901 in Italië werden ontdekt. Van de overblijfselen wordt sinds de jaren 70 van de 20e eeuw erkend dat ze twee individuen vertegenwoordigen, gedateerd op ca. 26.000 tot 22.000 jaar geleden (dwz 24.000–20.000 v.Chr.) en geclassificeerd als onderdeel van de bredere vroege Europese moderne mensenpopulatie van het late Aurignacien tot het vroege Gravettien.

## Geschiedenis
Aan het einde van de 19e eeuw waren er verschillende vondsten uit het steentijdperk van extreme ouderdom gedaan in de grotten en rotsschuilplaatsen rond de Balzi Rossi (de rode klif) nabij Ventimiglia in Italië.  
Rond de eeuwwisseling financierde Albert I van Monaco het archeologisch onderzoek van de zeven belangrijkste grotten. Deze werden ter ere van het Huis van Grimaldi, waarvan Albert lid was, de "Grotten van Grimaldi" genoemd.  
De grotten leverden verschillende vondsten op. De overblijfselen uit een van de grotten, de Barma Grande, zijn recentelijk gedateerd op 25.000 jaar oud, wat ze in het laatpaleolithicum plaatst. 
Een van de meest dramatische was die van twee kinderen met slakkenhuiskettingen in wat de Grotta dei Fanciulli ("Grot van de Kinderen") werd genoemd, evenals stenen werktuigen en verschillende Venusbeeldjes. De vondst is te zien in het Musée d'anthropologie préhistorique in Monaco.  

### Vondst van de grimaldi-mens
De Grotte dei fanciulli bevatte Aurignacien-artefacten en rendierresten in de bovenste lagen, terwijl de onderste lagen een meer tropische fauna vertoonden met Merck's neushoorn, nijlpaard en olifant met rechte slagtanden. De onderste horizon bevatte Moustérien-werktuigen, in het algemeen geassocieerd met neanderthalers. De betreffende skeletten van de Grotte dei fanciulli werden in juni 1901 door de kanunnik de Villeneuve gevonden in de onderste laag van het Aurignacien, dieper dan de eerder gevonden twee kinderen. De twee skeletten leken duidelijk verschillend van de cro-magnon-skeletten die hoger in de grot en in andere grotten rond Balzi Rossi werden gevonden, en werden ter ere van de prins de "grimaldi-mens" genoemd.
Eén van de twee skeletten was van een vrouw van boven de 50, de andere van een adolescente jongen van 16 of 17 jaar. De skeletten waren in opmerkelijk goede staat, hoewel het gewicht van zo'n 8 m sedimenten de schedels enigszins ingedrukt had, vooral de fijne botten van het gezicht. Toch werd De Villeneuve naar verluidt getroffen door het prognathisme van de schedels. Gezien de verbrijzelde aard van de schedels zou een dergelijke observatie op zijn best voorlopig zijn geweest. Later werd echter vastgesteld dat de oude vrouw inderdaad prognatisch was, zij het vanwege een pathologische aandoening.

## Leeftijd
De dateringstechnieken van die tijd waren beperkt, maar men dacht dat het grimaldi-volk uit het laatpaleolithicum stamde. Uit de gelaagdheid kan een conclusie worden getrokken over de werkelijke leeftijd. De meer tropische fauna van de lagere niveaus onder de grimaldi-mensenskeletten, met neushoorns, nijlpaarden en olifanten, is bekend uit een vochtige periode in Noord-Afrika van 50.000 tot 30.000 jaar vóór het heden. Het Aurignacien is 47.000 tot 41.000 jaar oud volgens de meest recente kalibratie van de radiokoolstoftijdschaal. Omdat de grimaldi-skeletten zich in de onderste Aurignacien-laag bevinden, ligt de werkelijke ouderdom waarschijnlijk in het vroegere bereik.

## Fysieke eigenschappen
De grimaldi-skeletten verschilden sterk van de vondsten die tot dan toe in Europa waren opgegraven. In tegenstelling tot de robuuste neanderthalers waren de skeletten van grimaldi slank en gracieus, zelfs meer dan de cro-magnon-vondsten uit hetzelfde grottenstelsel. Het grimaldi-volk was klein. Terwijl een volwassen cro-magnon over het algemeen meer dan 170 lang was (grote mannen konden 190 worden), was geen van de twee skeletten groter dan 160 cm. De jongen was met slechts 155 de kleinste. 
De twee schedels hadden vrij hoge hersenkasten, in tegenstelling tot de lange, lage schedels die bij neanderthalers en in mindere mate bij cro-magnons werden aangetroffen. De gezichten hadden brede neusopeningen en misten de rechthoekige oogkas en brede bouw die zo kenmerkend waren voor cro-magnons. Deze eigenschappen, gecombineerd met wat De Villeneuve interpreteerde als prognathisme, brachten de ontdekkers tot de conclusie dat de grimaldi-mens van een "negroide"-type was geweest. Sommige eigenschappen pasten echter niet in het plaatje. Het neusbeen had een hoge neusbrug, zoals die van cro-magnons en moderne Europeanen, en was heel anders dan die van meer tropische groepen. De twee verhogingen van het voorhoofdsbeen in het voorhoofd waren gescheiden in plaats van één enkele middenverhoging te vormen, een ander Europees kenmerk. De schedelcapaciteit was ook behoorlijk groot voor hun lichaamslengte.

## Restauratiewerkzaamheden en interpretatie
De schedels waren beschadigd door het gewicht van de bovenliggende sedimenten en er was enige reconstructie nodig, vooral van de onderkant.  
Er werd vastgesteld dat de oude vrouw leed aan een fenomeen dat bekend is in de orthodontie. Nadat ze al haar kiezen van de onderkaak had verloren, was de bovenkaak geleidelijk naar voren getransformeerd en was het onderste deel van het gezicht meer vooruitstekend geworden. 
De adolescent had nog al zijn tanden, maar deze werden gemanipuleerd door de antropologen M. Boule en R. Verneau toen ze probeerden de schedel en het gezicht te reconstrueren. Boule boorde in de bovenkaak om de verstandskiezen die er nog in zaten los te maken. Door dit te doen veranderde hij het gezicht, omdat de natuurlijke groei van de verstandskiezen de tandboog op een natuurlijke manier zou hebben geremodelleerd. Omdat hij toen te veel tanden had om in de kaaklijn te passen, reconstrueerde hij een zeer prognatische kaak, mogelijk rekening houdend met de kaak van de vrouw. De diagnose van prognathisme bij de adolescent is daarom speculatief. 

### Museumvertoning
Toen de skeletten van Grimaldi werden gevonden, lag de adolescent op zijn rug en de vrouw met haar gezicht naar beneden. De posities werden gewijzigd toen ze werden voorbereid voor tentoonstelling. Om het prognathisme zichtbaar te maken werden de skeletten op hun kant gelegd, wat ook een rituele begrafenis suggereerde die in strijd was met de oorspronkelijke posities. Foto's van deze vertoning zijn in veel leerboeken te vinden.
Het is duidelijk dat Verneau niet de bedoeling had een hoax te creëren. Hij documenteerde zijn manipulaties (althans gedeeltelijk) en het was slechts zijn bedoeling een kenmerk te accentueren waarvan hij werkelijk dacht dat het aanwezig was. Zijn eerlijkheid wordt verder bevestigd doordat hij ook foto's maakte en publiceerde van de opgraving, waarop men de vrouw met haar gezicht naar beneden kan zien liggen. Dergelijke foto's waren voor die tijd vrij zeldzaam.

## Geschiedenis van de classificatie

### Eurocentrisme
De vondsten in de Abri de Cro-Magnon in 1868 leidden tot het idee dat de moderne mens in Europa was ontstaan. Sommige Franse archeologen waren destijds zelfs bereid Frankrijk tot de bakermat van de mensheid te verklaren. 
De craniometrische kenmerken van de grimaldi-mensen deelden nog steeds bepaalde overeenkomsten met tropisch Afrikaanse, maar ook Europese kenmerken. Arthur Keith wees erop dat de grimaldi-mens mogelijk tot een "tussenras" tussen Afrikanen en Europeanen behoorde. Hij suggereerde dat de grimaldi-mens zijn weg naar Europa zou hebben gevonden over een landbrug vanuit Noord-Afrika. Men dacht dat zowel de Straat van Gibraltar als een route van Algerije via Sicilië in het late paleolithicum doorwaadbaar waren. Anderen hebben gesuggereerd dat het grimaldi-volk mogelijk verwant was aan de Bosjesmannen of Khoisan. 

### Classificatie als vroege moderne mens
Sinds de jaren zeventig hebben nieuwe vondsten van Jebel Qafzeh in Israël, Combe-Capelle in Zuid-Frankrijk, Minatogawa in Japan, de Kabwe-schedel uit Zambia en verschillende paleo-indianen de kennis van de vroege mens aanzienlijk verbreed. De oude term "cro-magnonmens" werd vervangen door "vroege moderne mens" om het groeiende aantal vondsten uit Afrika te omvatten, evenals de overblijfselen van Grimaldi.

### Afrocentrisme
Cheikh Anta Diop benadrukte in 1981 dat de grimaldi-mens een duidelijk "zwart ras" vertegenwoordigde, anders dan de Cro-magnon die in andere delen van Europa voorkwam. Hij beargumenteerde deze classificatie eerder in zijn werk uit 1974, "The African Origin of Civilizations". Diop verdedigde zijn gebruik van de terminologie als een reeks criteria "die door antropologen waren vastgesteld om de neger te karakteriseren: zwarte huid, prognathisme in het gezicht, kroeshaar, platte neus en de botstructuur (verhouding tussen bovenste en onderste ledematen)".